# Jean-Jacques Fiolet
Jean-Jacques Fiolet, né le 1er juin 1952 à Berck, est un dirigeant de club de football français.
Après avoir présidé le Stade Malherbe Caen de 1988 à 1991, il est de 1995 à 2013 le directeur général de l'US Boulogne.

## Biographie
Jean-Jacques Fiolet suit son père René Fiolet, ancien dirigeant du club de basket de l'AS Berck, quand ce dernier est recruté par le rival du Caen Basket Calvados en 1973,.
Il reste ensuite à Caen et travaille pour un constructeur de maisons individuelles jusqu'en 1988. Il est appelé à prendre la direction du Stade Malherbe de Caen dont il était l'un des sponsors. Il est alors le plus jeune président d'un club de première division. Il est poussé à quitter la direction en décembre 1991 malgré les excellents résultats de l'équipe, car le club fait face à un tel déficit qu'il en menace la survie.
Il retourne sur la côte d'Opale et accepte en 1995 l'offre de Jacques Wattez de prendre en main l'US Boulogne de Boulogne-sur-Mer,, alors en National 2, le 4e échelon national. En 2004, il choisit comme entraîneur Philippe Montanier, l'ancien gardien de but quand il dirigeait le SM Caen, qui mène le club du CFA à la Ligue 1, en 2009. Montanier parti, le club retombe cependant vite en National en 2012, peu de temps avant le départ à la retraite de Fiolet, vers 2013.

## Parcours
- SM Caen : président (avril 1988 - décembre 1991)
- US Boulogne : Directeur général (1995-2013 ?)